# Cambes-en-Plaine
Cambes-en-Plaine ist eine französische Gemeinde mit 1804 Einwohnern (Stand 1. Januar 2022) im Département Calvados in der Region Normandie.

## Geografie
Die Gemeinde liegt am nördlichen Stadtrand von Caen, in rund acht Kilometern Entfernung zur Stadt.
Nachbargemeinden von Cambes-en-Plaine sind Anisy im Norden, Mathieu im Nordosten, Biéville-Beuville im Osten, Épron im Südosten, Saint-Contest im Südwesten und Villons-les-Buissons im Westen.

## Geschichte
Das Dorf wurde im 10. Jahrhundert erstmals erwähnt. Das Dorf war von dem heute nicht mehr existierenden Schloss der Herrscherfamilie Mathan dominiert. Ein Nachfahre der Familie wurde Kämmerer Napoleons. Im 19. Jahrhundert eröffnete eine Fabrik, die aus Zuckerrüben gewonnenen Alkohol nach Le Havre verkaufte. 1945 wurde sie geschlossen. Während der Schlacht um die Normandie 1944 wurde das Dorf zu 80 Prozent zerstört. Der Wiederaufbau dauerte fünfzehn Jahre.

### Name
Bis 1937 hieß die Gemeinde nur Cambes.

## Sehenswürdigkeiten
- Kirche Saint-Martin
- Mairie
- Taubenhaus
- Alter Bahnhof (seit 1950 außer Betrieb)[3]

## Wirtschaft
Das Dorf ist in erster Linie landwirtschaftlich geprägt, profitiert jedoch von der Nähe zu Caen und der dortigen Industrie.

## Gemeindepartnerschaften
- Gerbrunn, Bayern

## Bevölkerungsentwicklung
| Jahr      | 1962 | 1968 | 1975 | 1982 | 1990 | 1999 | 2008 | 2016 |
| Einwohner | 301  | 332  | 309  | 792  | 972  | 1493 | 1439 | 1707 |